# 旧軽井沢メインストリート

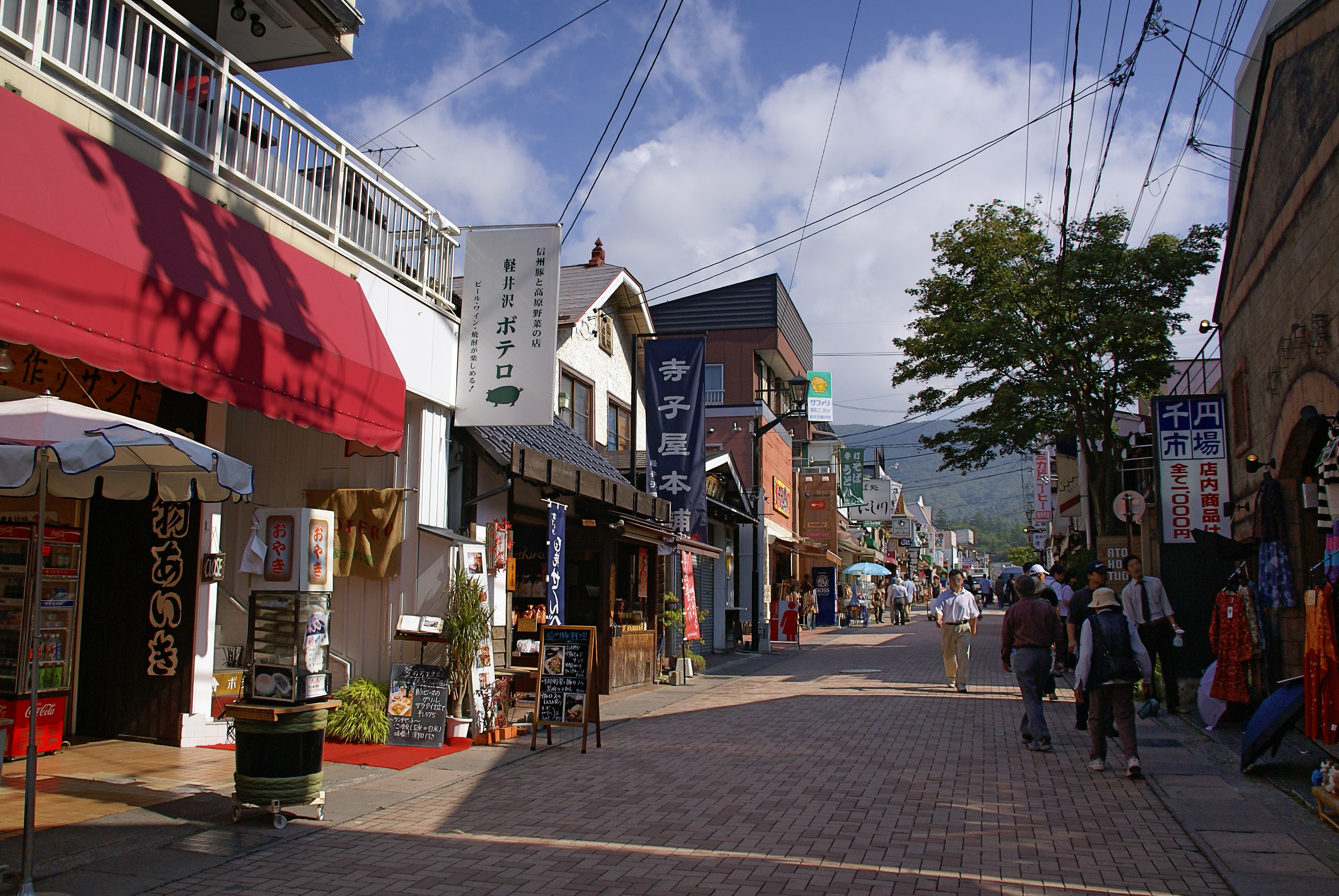
旧軽井沢銀座

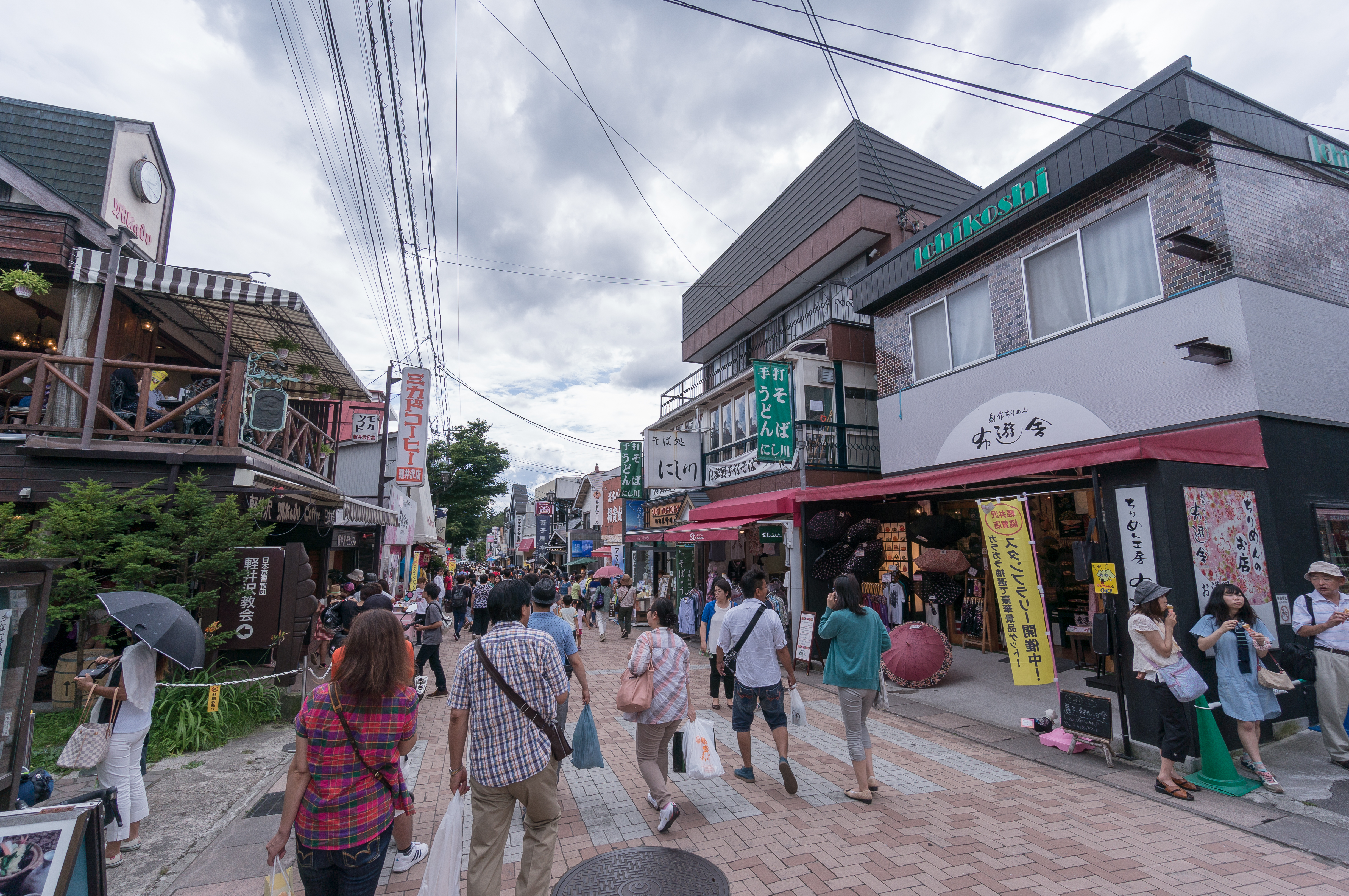
別の地点から

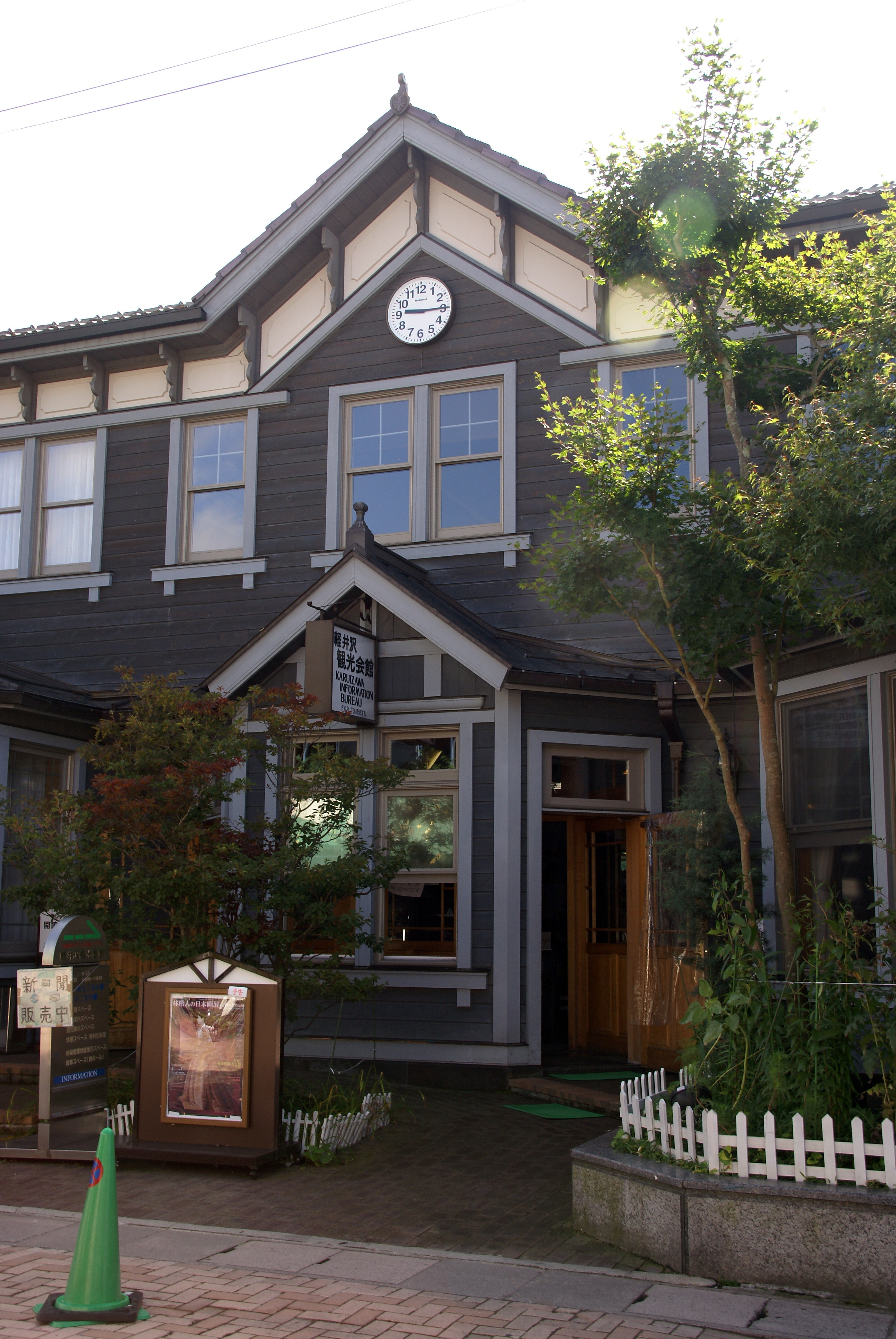
通りに面して建つ軽井沢観光会館

旧軽井沢メインストリート（きゅうかるいざわメインストリート）は、長野県北佐久郡軽井沢町にある長野県道133号旧軽井沢軽井沢停車場線沿いの商店街。旧軽井沢銀座、旧軽銀座とも呼ばれる。

## 歴史

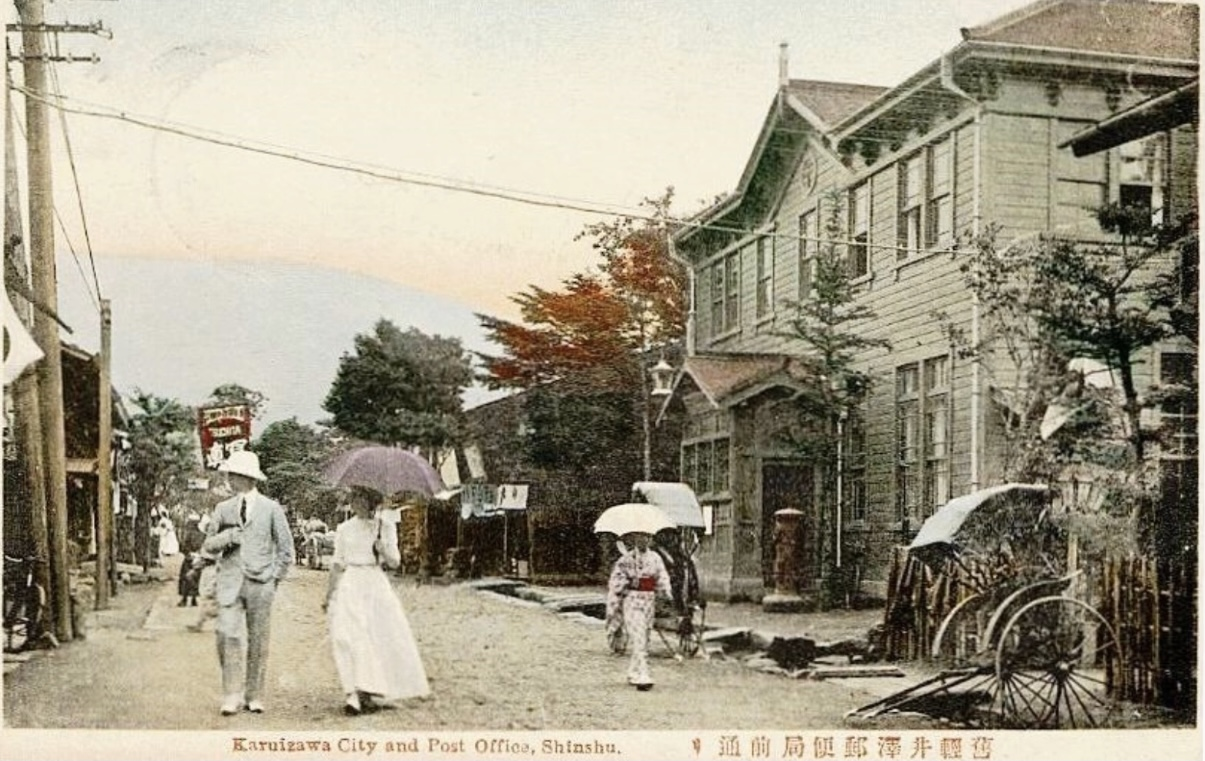
戦前の風景。現・軽井沢観光会館の辺り。

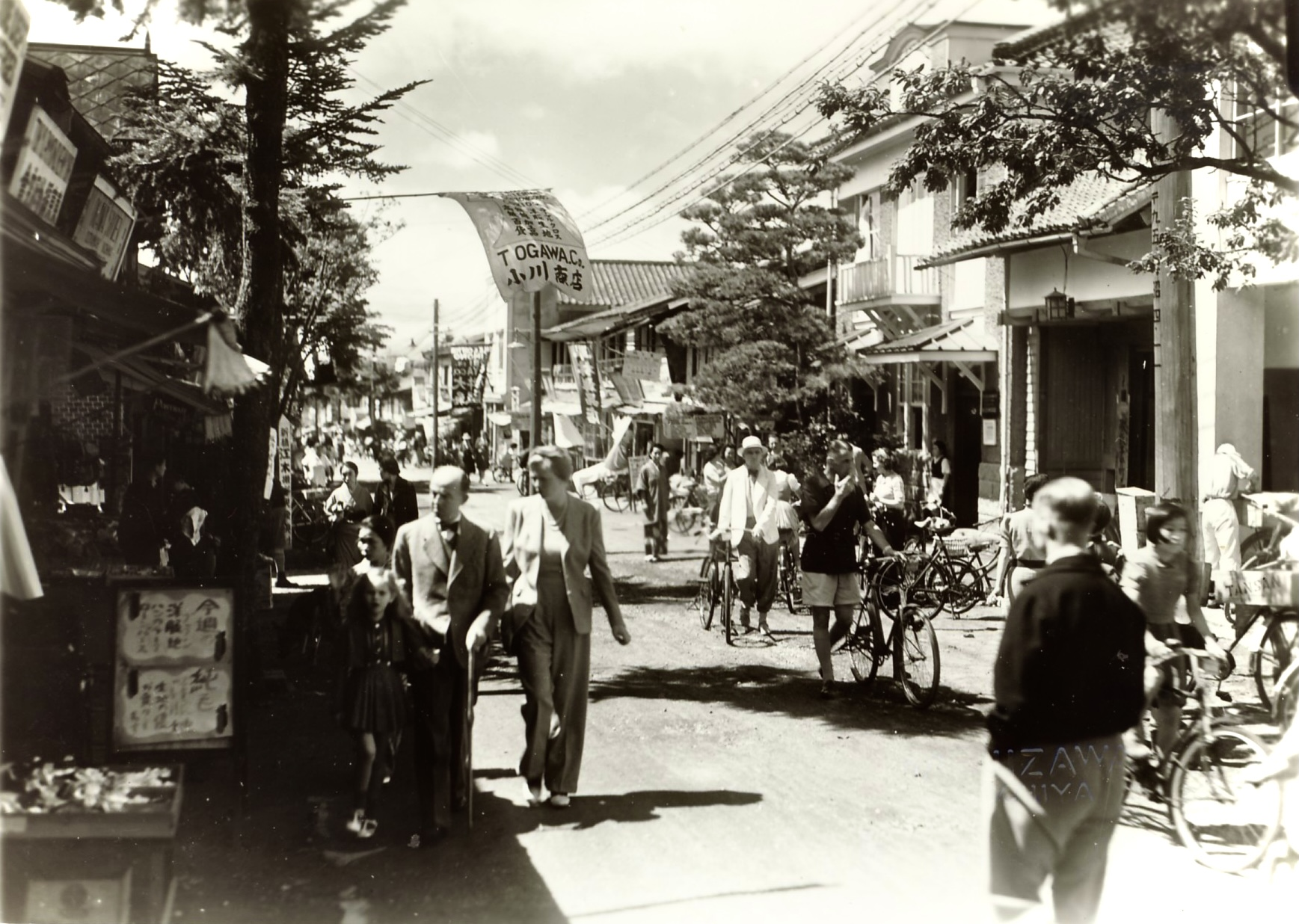
1930年代の風景

旧軽井沢ロータリーから旧碓氷峠方面へ向かう約500 mの区間（長野県道133号旧軽井沢軽井沢停車場線）が旧軽井沢のメインストリートになっている。かつては中山道の軽井沢宿があったところで、軽井沢駅のある新道地区からは北に離れた場所に位置している。
1888年（明治21年）にカナダ人宣教師のアレクサンダー・クロフト・ショーが別荘を開設して以来、多くの外国人や日本の著名人が軽井沢に別荘を設けたことから、外国人・日本人別荘族御用達の商店街として発展した。
その後も軽井沢にはペンションブームなどが追い風となって、夏場を中心に多くの観光客で賑わうようになり、タレントショップなどの観光客を対象とした店も増えた。避暑地であることから、かつては夏季のみ営業し、冬場にはシャッターを閉ざす店も多かったが、1997年（平成9年）の北陸新幹線（高崎 - 長野間）先行開通により年間を通して観光客が訪れるようになったこともあり、近年では通年営業する店も増えている。

## 別称
戦前は、旧道、本通り、単に通りなどと呼ばれ、避暑外国人からはメインストリート (Main Street) と呼ばれていた。当時食料品や生活雑貨はこの通りでしか購入できなかったため、「町に向かう」とも言われた。なお現在では本通りというと、軽井沢駅と旧軽井沢を南北に結ぶ目抜き通り（長野県道133号旧軽井沢軽井沢停車場線）を指す。
旧軽井沢銀座という名称が生まれた由来として、東京・銀座にある多くの店が戦前から夏季出張店を出して通りに軒を連ね”銀座さながら”であったために呼ばれるようになったという説と、観光客が急増した1970年代-80年代頃から全国各地に存在する銀座商店街の名称に乗ずる形で呼ばれるようになったという説がある。戦前から軽井沢に通うエッセイストの室生朝子は1987年の随筆に「現在は誰がつけたのだろうか、『軽井沢銀座』と嫌な呼び方で、若者達に人気のある通りになってしまった」と記している一方、古いものでは1950年の文献に「東京の一流商店も出張し軽井沢銀座が出現する」とある。

## 主な施設・周辺観光スポット
- 軽井沢観光会館 - 建物は旧軽井沢郵便局舎を模している。
- 軽井沢郵便局
- 諏訪神社
- 軽井沢会テニスコート
- 軽井沢ユニオンチャーチ
- 聖パウロカトリック教会
- ショー記念礼拝堂
- 日本基督教団軽井沢教会
- 万平ホテル
- つるや旅館
- ミカドコーヒー
- チャーチストリート軽井沢 - 2000年にオープンしたショッピングモール
- ブランジェ浅野屋 - 1933年に同軽井沢旧道で創業。軽井沢界隈に3店舗あり、東京の松屋銀座やトレインチ自由が丘等でも展開しているブーランジュリー。
- フランスベーカリー - 1951年創業の老舗ベーカリー。ジョン・レノン行きつけのパン屋として知られる。
- 中山のジャム - 1905年（明治38年）に創業した、老舗ジャム店。多種多様なジャムを揃える[3]。
- ジャムこばやし - 1949年に創業した、ロシア人直伝の老舗ジャム店。
- 沢屋 - 1952年創業の老舗ジャム店。
- 白樺堂 - 1948年創業の老舗菓子工房。
- 大城レース - 1918年創業の老舗レース店。2020年11月に閉店するも、首都圏で事業を継続している。
- サトウシューズスタジオ - 1903年創業の老舗靴屋。
- サンモトヤマ軽井沢 - 1967年より営業するセレクトショップ。
- 土屋写真館 - 1906年創業の老舗写真館。もとは小林一茶も泊まった軽井沢宿の旅籠であった。軽井沢の昔の写真や絵葉書が手に入る店として有名。
- ちもと総本店 - 1948年に創業した、老舗の甘味処。
- 元祖 軽井沢彫 大坂屋家具店 - 1892年に創業した、軽井沢の伝統工芸軽井沢彫を施す家具店。ほかに1908年創業の「一彫堂」と1947年創業の「軽井沢彫シバザキ」がある。
- 草木屋 - 1932年より軽井沢に夏季出店している老舗染物屋。
- 菊水 - 1936年創業の老舗洋食レストラン。2017年より旧三笠通りから塩沢に移転。

## 交通
北陸新幹線・しなの鉄道軽井沢駅から旧軽銀座入口のロータリーまで軽井沢本通りを北に1.8 km。徒歩約25分、車で5分ほど。但し夏場は混雑し、自動車での移動は時間を要することが多い。駅前・旧軽銀座とも貸自転車店が多く、自転車での移動も可能である。駅北口から町内循環バスがでており、上限200円で町中を回れる。